# بنجامين هوغر
بنجامين هوغر (بالإنجليزية: Benjamin Huger)‏ هو جندي أمريكي، ولد في 22 نوفمبر 1805 في تشارلستون في الولايات المتحدة، وتوفي بنفس المكان في 7 ديسمبر 1877.